# Il cucciolo
Il cucciolo (The Yearling) è un film del 1946 diretto da Clarence Brown e tratto dall'omonimo romanzo della scrittrice Marjorie Kinnan Rawlings.

## Trama
Alla fine del 1800, la famiglia Baxter, composta dal padre Penny, dalla madre Ory e dal piccolo Jody, vive la durissima vita dei pionieri ai margini della foresta, in Florida. La casa è stata più volte colpita dai lutti con la morte di tre figli piccoli, ma ciò non ha intaccato l'amore per la vita e la natura del capofamiglia (anche se deve discutere con la moglie, indurita dal dolore). Anche il giovane Jody ama la natura e vorrebbe tanto un cucciolo da allevare e amare. Un giorno vengono rubati i maiali alla fattoria e padre e figlio seguono le tracce nella speranza di riprendersi le bestie. Nel tragitto il padre viene morso da un serpente e dopo aver inciso la ferita e succhiato il sangue, uccide una cerva affinché il cuore e il fegato dell'animale, posto sopra la ferita, ne assorbano il veleno. Si scopre così che un piccolo cerbiatto è rimasto orfano e la famiglia Baxter decide di prendersene cura. Il cervo non è un animale adatto alla vita di fattoria e, man mano che cresce, provoca danni a ripetizione, danneggiando i campi, perciò Jody dovrà accettare l'uccisione dell'animale da parte dei genitori e divenire di colpo un uomo.

## Produzione
Le riprese, realizzate tra Florida, California e gli studi di Hollywood, iniziarono nel maggio 1945. Il budget è stato di ben 4 milioni di dollari.

## Distribuzione
Il film uscì negli Stati Uniti nel dicembre 1946. In Italia venne distribuito nel 1949.

## Edizione italiana
Il film fu ridoppiato nel 1975 dalla CVD con le voci di Giancarlo Maestri (Gregory Peck), Benita Martini (Jane Wyman) e Roberto Bertea (Clem Bevans). Ciononostante, per la prima trasmissione televisiva Rai si scelse il doppiaggio d'epoca.

## Accoglienza

### Critica
(La Stampa, 28 ottobre 1949)

## Riconoscimenti
- 1947 - Premio Oscar
  - Miglior fotografia a Charles Rosher, Leonard Smith e Arthur E. Arling
  - Miglior scenografia a Cedric Gibbons, Paul Groesse e Edwin B. Willis
  - Candidatura al Miglior film alla MGM
  - Candidatura al Miglior regista a Clarence Brown
  - Candidatura al Miglior attore protagonista a Gregory Peck
  - Candidatura alla Miglior attrice protagonista a Jane Wyman
  - Candidatura al Miglior montaggio a Harold F. Kress
- 1947 - Golden Globe
  - Miglior attore in un film drammatico a Gregory Peck